# Eutrichosiphum manaliensis
Eutrichosiphum manaliensis är en insektsart. Eutrichosiphum manaliensis ingår i släktet Eutrichosiphum och familjen långrörsbladlöss. Inga underarter finns listade i Catalogue of Life.